# Liste historischer und bedeutender Plätze und Straßen in Sachsen
Diese Liste enthält Plätze und Straßen sächsischer Städte, die architektonisch und historisch bedeutsam sind:

## Bautzen
- Fleischmarkt zwischen dem Dom St. Petri und dem Rathaus
- Hauptmarkt mit Marktbrunnen, Gewandhaus, Patrizierhäusern und Rathaus
- Kornmarkt mit Reichenturm, Stadtmuseum und Postmeilensäule

## Bischofswerda
- Altmarkt – für kleinstädtische Verhältnisse Markt von ungewöhnlicher Größe mit klassizistischen Rathaus, Evabrunnen und Bürgerhäuser

## Chemnitz
- Beckerplatz
- Brückenstraße
- Falkeplatz
- Innere Klosterstraße
- Markt
- Neumarkt
- Rosenhof
- Roßmarkt
- Seeberplatz
- Straße der Nationen
- Theaterplatz

## Dresden
- Albertplatz
- Altmarkt mit Kreuzkirche
- Antonsplatz
- Augustusstraße mit Fürstenzug
- Brühlsche Terrasse
- Hauptstraße
- Neumarkt mit Frauenkirche

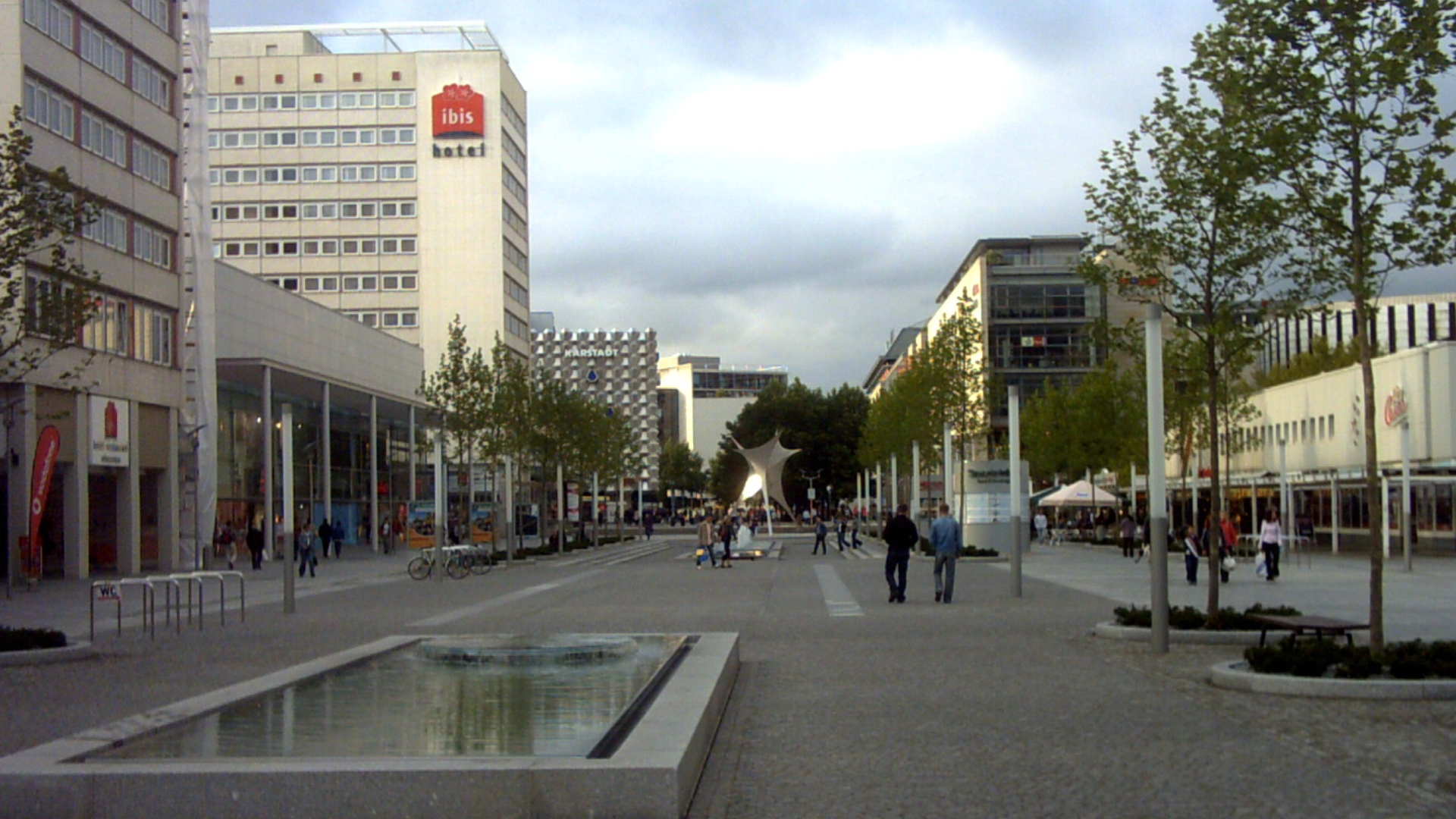
Prager Straße in Dresden

- Neustädter Markt mit Statue des Goldenen Reiters
- Palaisplatz mit Japanischem Palais
- Postplatz
- Prager Straße
- Sachsenplatz
- Theaterplatz mit Semperoper

## Freiberg

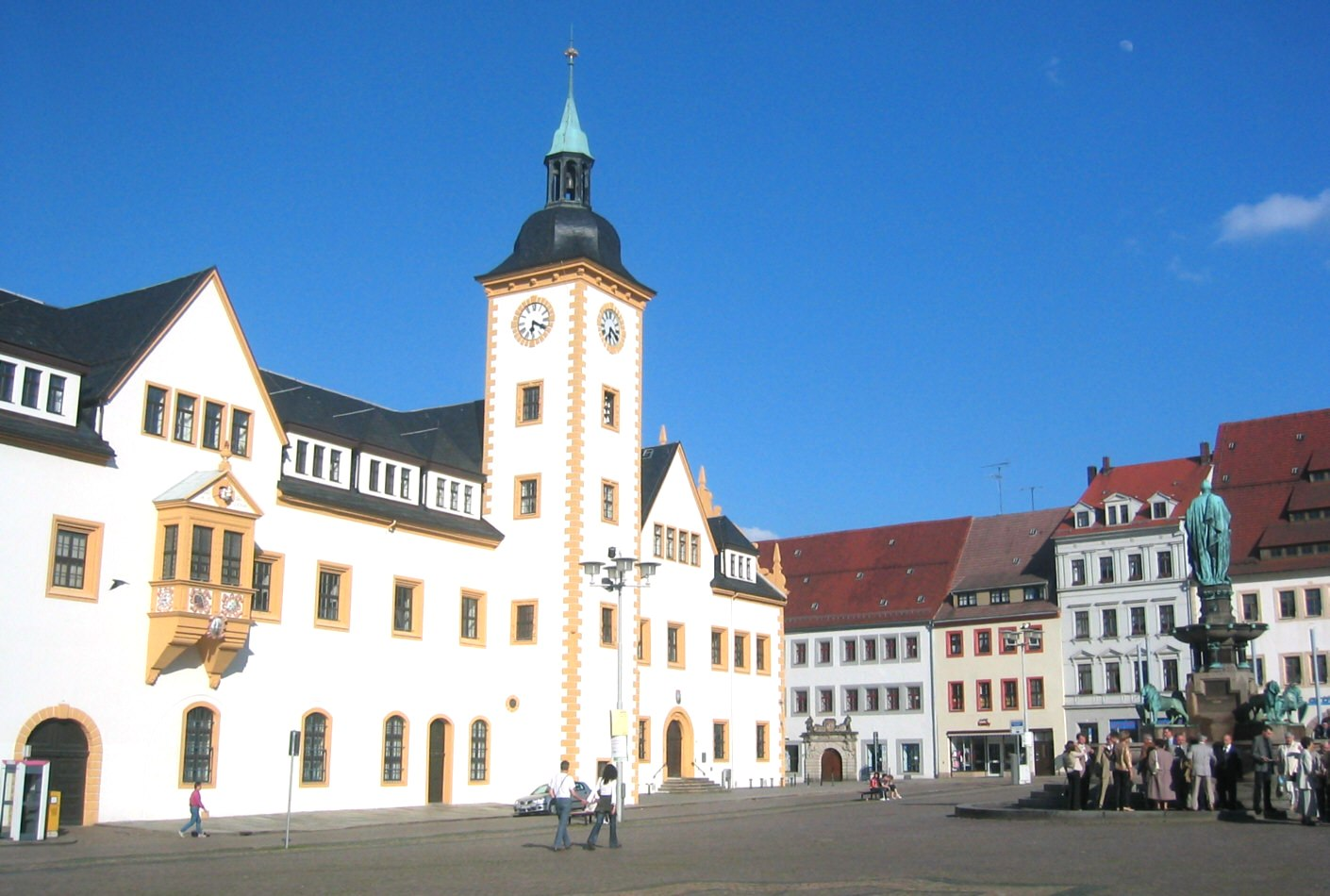
Obermarkt Freiberg

- Obermarkt
- Untermarkt

## Görlitz
- Neißstraße, Teil der Via Regia
- Obermarkt mit Dreifaltigkeitskirche und Napoleon-Haus
- Peterstraße
- Untermarkt mit Rathaus und Patrizierhäusern

## Grimma
- Markt mit Renaissance-Rathaus

## Herrnhut
- Zinzendorfplatz mit Herrnhuter Kirchenensemble, Barockhäusern und Herrschaftshaus

## Hoyerswerda
- Schlossplatz mit Schloss

## Kamenz
- Marktplatz mit Neorenaissance-Rathaus, Andreasbrunnen mit Justitia-Statue aus Sandstein

## Leipzig

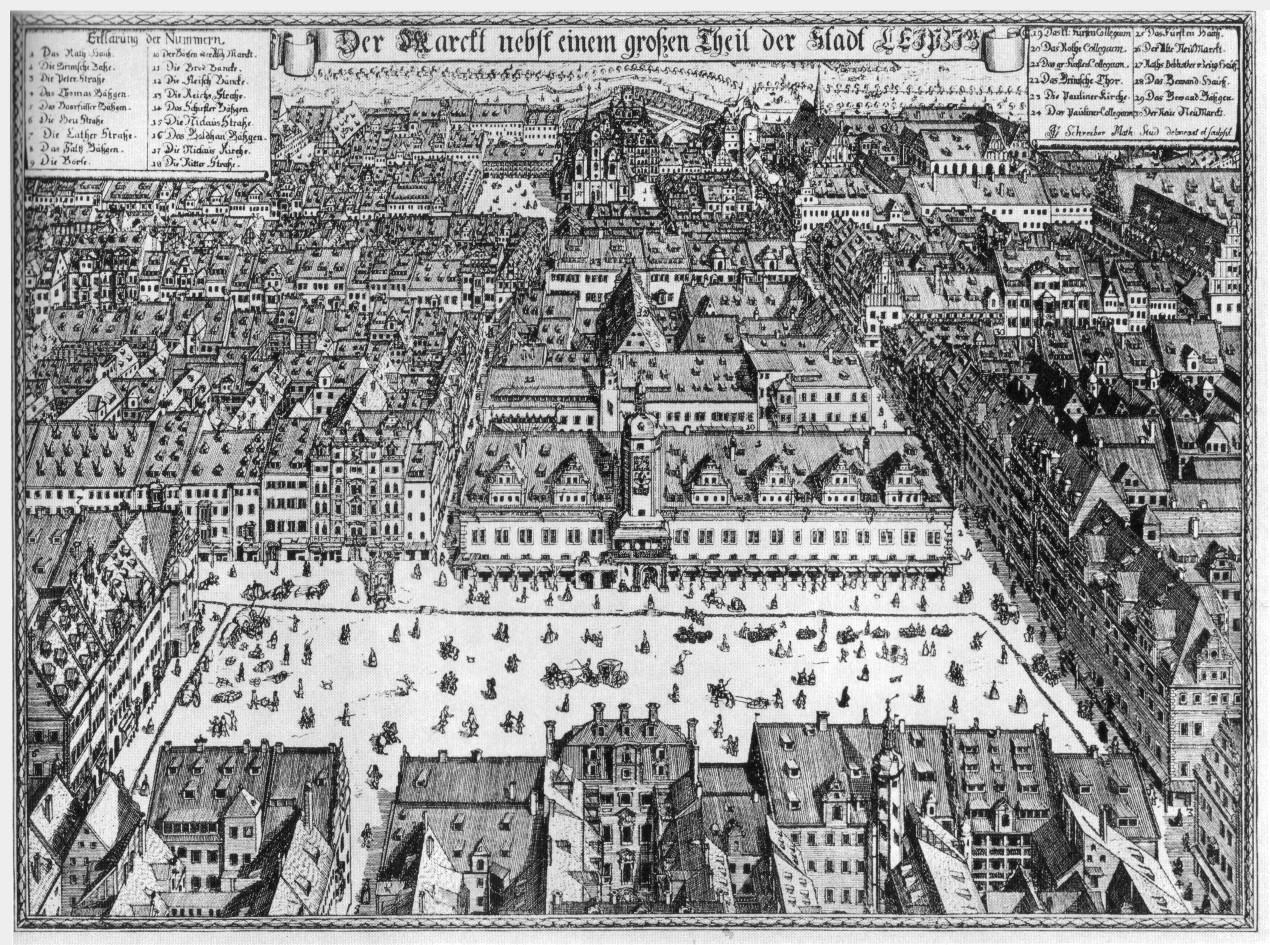
Markt in Leipzig

- Augustusplatz mit Neuem Gewandhaus und Opernhaus
- Brühl, als „Weltstraße der Pelze“ einst bedeutendste Straße der Stadt
- Burgplatz, mit Neuem Rathaus und Stadthaus
- Goethestraße, mit Krochhochhaus
- Grimmaische Straße, Teil der Via Regia
- Große und Kleine Fleischergasse, Barfußgäßchen: Kneipen-Meile „Drallewatsch“
- Markt mit Altem Rathaus, Mädlerpassage, Auerbachs Keller
- Naschmarkt
- Neumarkt, Geschäftsstraße in der Innenstadt
- Nikolaistraße: Einkaufsmeile, historische Kaufmannshöfe (jetzt Shopping-Galerien)
- Nikolaikirchhof mit Nikolaikirche
- Petersstraße in der Innenstadt
- Prager Straße
- Ranstädter Steinweg, Teil der Via Regia
- Reichsstraße, Teil der Via Imperii
- ehemaliger Sachsenplatz mit Katharinenstraße und Reichsstraße (jetzt Museumsquartier Leipzig)
- Thomaskirchhof / Thomasgasse mit Thomaskirche (Wirkungs- und Grabstätte des Johann Sebastian Bach)
- Willy-Brandt-Platz am Hauptbahnhof, einem der größten Kopfbahnhöfe Europas

## Löbau
- Altmarkt mit Nikolaikirche, Rathaus und Bürgerhäusern

## Meißen
- Markt
- Burgstraße

## Oschatz
- Neumarkt mit Rathaus, St. Aegidien und Vogtshaus

## Pirna

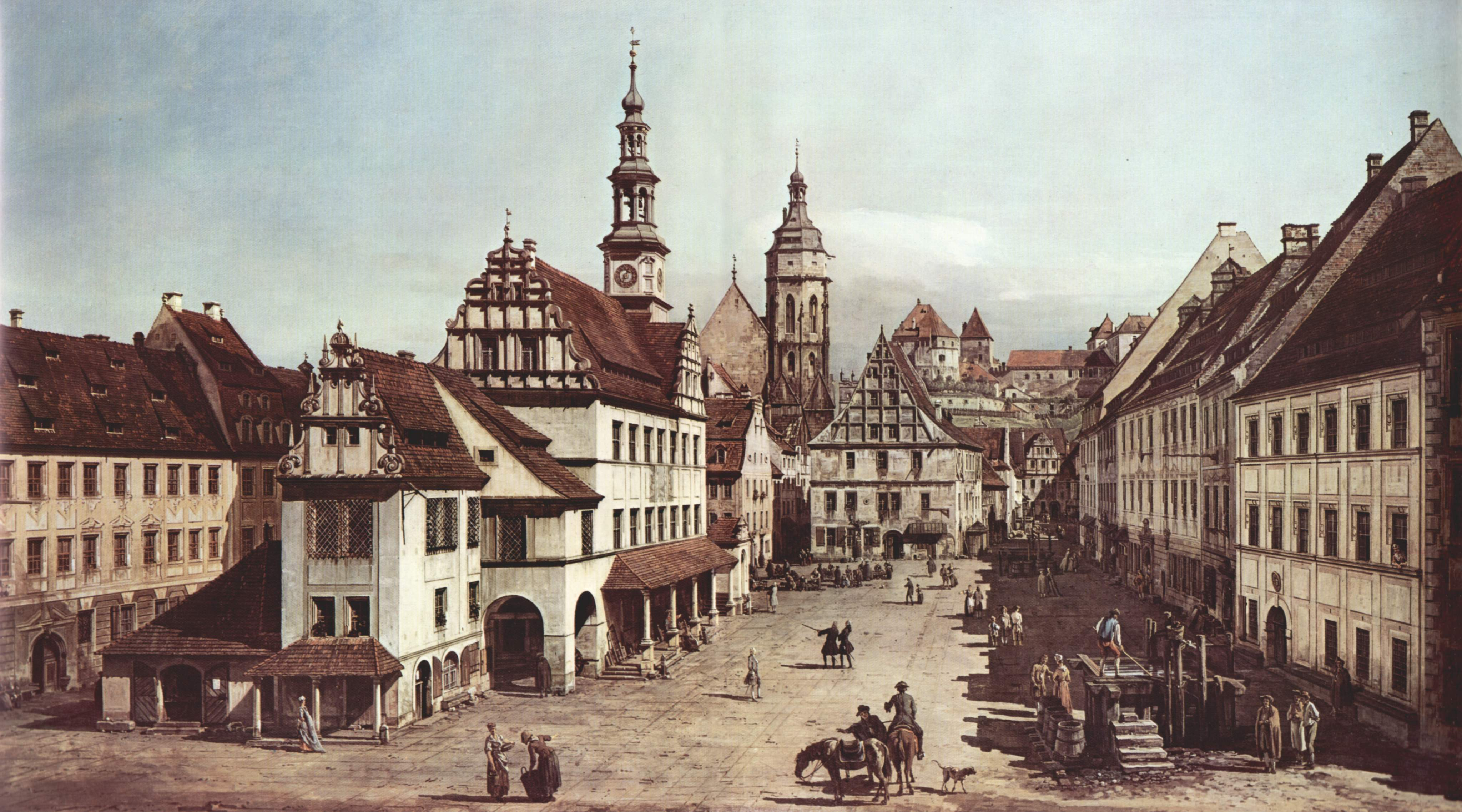
Markt in Pirna

- Markt (Pirna) mit Stilmix-Rathaus (Gotik/Renaissance/Barock)

## Plauen
- Theaterplatz

## Torgau
- Markt mit Renaissance-Rathaus

## Zittau
- Markt mit Neorenaissance-Rathaus nach einem Entwurf von Schinkel

## Zwickau
- Audi-Areal
- Domhof
- Dr.-Friedrichs-Ring
- Hauptmarkt
- Horch-Areal
- Kornmarkt
- Platz der Deutschen Einheit
- Platz der Völkerfreundschaft